# Mace: The Dark Age
Pour les articles homonymes, voir Macé.
Mace: The Dark Age est un jeu vidéo de combat sorti en 1997 sur Nintendo 64. La même année le jeu est également sorti sur borne d'arcade. Le jeu a été développé et édité par Midway.

## Histoire
Au XIIe siècle, l'Alliance des sept ordonne à ses meilleurs guerriers d'aller tuer le démon Asmodée qui possède une arme magique qui permet de réaliser leur plu grand souhait : la Masse de Tanis. 

## Accueil
- GameSpot : 5,4/10[4]